# Australian Championships 1948
Turniej tenisowy Australian Championships, dziś znany jako wielkoszlemowy Australian Open, rozegrano w 1948 roku w Melbourne w dniach 17 - 26 stycznia.

## Zwycięzcy

### Gra pojedyncza mężczyzn
- Adrian Quist (AUS) - John Bromwich (AUS) 6:4, 3:6, 6:3, 2:6, 6:3

### Gra pojedyncza kobiet
- Nancye Wynne Bolton (AUS) - Marie Toomey (AUS) 6:3, 6:1

### Gra podwójna mężczyzn
- John Bromwich (AUS)/Adrian Quist (AUS) - Colin Long (AUS)/Frank Sedgman (AUS) 1:6, 3:6, 8:6, 6:3, 8:6

### Gra podwójna kobiet
- Thelma Coyne Long (AUS)/Nancye Wynne Bolton (AUS) - Mary Bevis Hawton (AUS)/Pat Jones (AUS) 6:3, 6:3

### Gra mieszana
- Nancye Wynne Bolton (AUS)/Colin Long (AUS) - Thelma Coyne Long (AUS)/Bill Sidwell (AUS) 7:5, 4:6, 8:6